# Bani Murr
Bani Murr (arab. بني مر, Banī Murr) – miasto w Egipcie w muhafazie Asjut, po przeciwnej stronie Nilu niż miasto Asjut. W 2006 roku liczyło 20 065 mieszkańców.